# Itqiy (meteorit)
 Meteorit Itqiy je meteorit iz skupine preprostih enstatitnih ahondritov. V to skupino spada tudi meteorit Zaklodzie. 
Meteorit Itqiy so našli leta 1990 v zahodnem delu Sahare v pokrajini Saguia el Hamra. Meteorit Itqiy ima maso 4,72 kg, razpadel pa je na dva dela po 0,41 kg in 4,31 kg. Čeprav spominja na enstatitne hondrite, ga prištevajo med preproste enstatitne ahondrite. Padec tega meteorita so menda v preteklosti opazovali, zato so s pomočjo ogljikovega izotopa 14C so izmerili njegovo starost na Zemlji 5.800 let. S pomočjo učinka kozmičnih žarkov so ocenili njegovo starost na 30,1 milijona let. Meteorit vsebuje nepravilna milimeter velika zrna enstatita in kamacita ter medsebojno vraščene sulfide in kamacit. V njem se opazita dva termična dogodka (delno taljenje in ohlajanje). Sulfidi spominjajo na sulfide v E hondritih, vendar je njihova zgradba drugačna kot v EL in EH hondritih.
Podobno kot vsi enstatitni hondriti, je tudi starševsko telo meteorja Itqiy nastalo v močno reduktivnem okolju. Kaže pa določene lastnosti, ki niso značilne za enstatitne hondrite. V nekaterih lastnostih je podoben lodranitom, kar bi lahko pomenilo, da je starševsko telo drugo kot pri ostalih enstatitnih meteoritih.